# 20572 Celemorrow
20572 Celemorrow è un asteroide della fascia principale. Scoperto nel 1999, presenta un'orbita caratterizzata da un semiasse maggiore pari a 2,8961014 UA e da un'eccentricità di 0,0226929, inclinata di 1,56963° rispetto all'eclittica.